# 臨港道路
臨港道路（りんこうどうろ）とは、港湾法によって定められている、港湾内、あるいは港湾と周辺の公道を結ぶ道路である。道路法による道路ではない。なお、港湾道路（こうわんどうろ）ないし港湾道もしくは臨海道路と呼ばれることがある。

## 概要
港湾法では第2条第5項第4号に「臨港交通施設」を定めており、そのうちの道路にあたる。港湾区域および臨港地区内の様々な施設を結ぶ港湾施設として、国土交通省の予算で造られる。
道路管理者は港湾管理者で、国（国土交通省港湾局）または地方自治体（市町村または都道府県）であるが、他の団体に管理を委託することもできる。有料道路の場合もある。
臨港道路は大型車両の通行が多く、道路構造令とは異なる幅員のとり方をすることがある。また、歩道を整備していないこともある。

## 臨港道路の例
臨港道路は該当の道路名称よりも、道路中の橋、トンネル等の名称が広く知られていることがある。
- 函館港幹線臨港道路 - 函館湾岸大橋（ともえ大橋）
- 青森港臨港道路 - 青森ベイブリッジ
- 八戸港臨港道路 - 八戸大橋、八太郎大橋[5]
- 小名浜港臨港道路２号線 - 小名浜港トンネル[6]
- 小名浜港東港地区臨港道路 - 小名浜マリンブリッジ[7]
- 東京港臨海道路 - 東京ゲートブリッジ、臨海トンネル
- 臨港道路海岸青海線 - レインボーブリッジの下層の道路部分
- 川崎港臨港道路東扇島水江町線 - 事業中[8]
- 本牧・大黒臨港道路 - （横浜ベイブリッジへの取り付け道路。この橋そのものは臨港道路上ではない[9]。）
- 横浜港臨港幹線道路 - 瑞穂大橋、コットン大橋、みなとみらい橋、みなとみらいトンネル（国際大通り地下部分）
- 南本牧ふ頭連絡臨港道路 - 南本牧はま道路[10]
- 湘南港臨港道路 - 江の島大橋
- 新潟港臨港道路入舟臨港線 - 新潟みなとトンネル
- 臨港道路富山新港東西線 - 新湊大橋
- 敦賀港臨港道路 - 港大橋、金ヶ崎臨港トンネル、昭和橋[11]
- 清水港袖師臨港道路 - しみずマリンロード[12]
- 三河港臨港道路東三河臨海線 - 三河港大橋、港大橋[13]
- 四日市港臨港道路霞４号幹線 - 四日市・いなばポートライン[14]
- 大阪港臨港道路 - 大阪港咲洲トンネル、夢咲トンネル[15]
- 神戸港臨港道路 - ハーバーハイウェイ、摩耶大橋、神戸大橋
- 姫路港臨港道路須加中島北線 - 飾磨臨海大橋[16]
- 水島港臨港道路 - 倉敷みなと大橋
- 広島港臨港道路 - 海田大橋
- 境港臨港道路 - 江島大橋
- 北九州港臨港道路 - 新若戸道路（若戸トンネル）[17]
- 博多港臨港道路 - 香椎かもめ大橋
- 伊万里港臨港道路 - 伊万里湾大橋
- 鹿児島港臨港道路 - 天保山シーサイドブリッジ、黎明みなと大橋、谷山臨海大橋[18]
- 那覇港臨港道路 - 泊大橋

## 漁港における道路
港であって漁港漁場整備法で指定された漁港の場合、同法第3条の漁港施設として定義された漁港施設道路（ぎょこうしせつどうろ）、通称で漁港道路が存在する。城ヶ島大橋を含む道路区間は神奈川県東部漁港事務所が管理する漁港施設道路である。
漁港法に基づく道路であって次のような種類があり、これらは港湾法による道路ではない。
漁港施設道路
農林水産大臣が作成する漁港整備計画に基づき建設される漁港施設としての道路。
魚免道路
農林漁業用揮発税身替財源で整備される道路で、主に漁業施設と幹線道路を結ぶもの。完成後は、道路法の道路として道路管理者に移管される。